# Monako na Zimowych Igrzyskach Olimpijskich 2014
Monako na Zimowych Igrzyskach Olimpijskich 2014 reprezentuje 5 zawodników.

## Narciarstwo alpejskie

### Kobiety
| Zawodniczka       | Konkurencja     | Zjazd                          | Slalom                         | Czas łączny                    | Pozycje                        |
| ----------------- | --------------- | ------------------------------ | ------------------------------ | ------------------------------ | ------------------------------ |
| Alexandra Coletti | Zjazd           |                                |                                | Nie ukończyła biegu            | Nie ukończyła biegu            |
| Alexandra Coletti | Superkombinacja | Nie ukończyła biegu zjazdowego | Nie ukończyła biegu zjazdowego | Nie ukończyła biegu zjazdowego | Nie ukończyła biegu zjazdowego |

### Mężczyźni
| Zawodnik           | Konkurencja      | Czas 1. przejazdu           | Czas 2. przejazdu           | Czas łączny                 | Pozycje                     |
| ------------------ | ---------------- | --------------------------- | --------------------------- | --------------------------- | --------------------------- |
| Arnaud Alessandria | zjazd            |                             |                             | 2:12,71                     | 39.                         |
| Arnaud Alessandria | supergigant      |                             |                             | Nie ukończył konkurencji    | Nie ukończył konkurencji    |
| Olivier Jenot      | supergigant      |                             |                             | 1:22,20                     | 35.                         |
| Olivier Jenot      | Slalom gigant    | Nie ukończył 1-go przejazdu | Nie ukończył 1-go przejazdu | Nie ukończył 1-go przejazdu | Nie ukończył 1-go przejazdu |
| Olivier Jenot      | Slalom specjalny | 55,89                       | Nie ukończył konkurencji    | Nie ukończył konkurencji    | Nie ukończył konkurencji    |
| Olivier Jenot      | Superkombinacja  | 1:59,81                     | 56,01                       | 2:55,82                     | 29.                         |
| Arnaud Alessandria | Superkombinacja  | 1:57,59                     | Nie ukończył slalomu        | Nie ukończył slalomu        | Nie ukończył slalomu        |

## Bobsleje

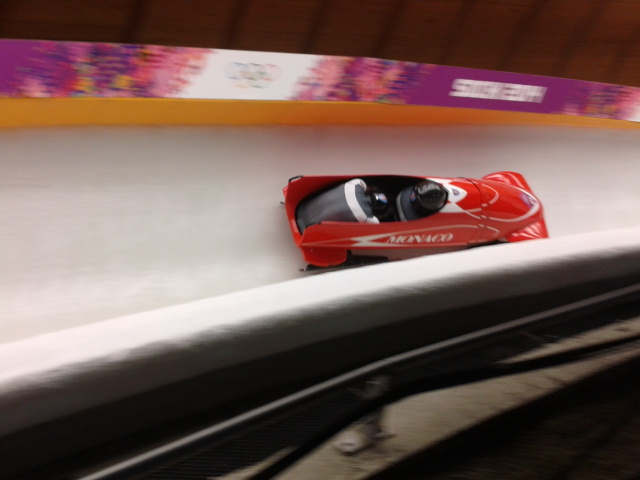
Dwuosobowy bobslej Monako podczas zawodów

Mężczyźni
| Osada | Zawodnik                           | Konkurencja | Ślizg 1 | Ślizg 2 | Ślizg 3 | Ślizg 4                           | Łącznie | Pozycja |
| ----- | ---------------------------------- | ----------- | ------- | ------- | ------- | --------------------------------- | ------- | ------- |
| MON-I | Patrice Servelle Sébastien Gattuso | Dwójki      | 57,50   | 57,30   | 57,80   | Nie zakwalifikowali się do ślizgu | 2:52,60 | 21.     |

- Rudy Rinaldi (rezerwowy)